# Стопін
Стопін (пол. Stopin) — село в Польщі, у гміні Росьцишево Серпецького повіту Мазовецького воєводства.
Населення — 122 особи (2011).
У 1975—1998 роках село належало до Плоцького воєводства.

## Демографія
Демографічна структура станом на 31 березня 2011 року:
|          | Загалом | Допрацездатний вік | Працездатний вік | Постпрацездатний вік |
| -------- | ------- | ------------------ | ---------------- | -------------------- |
| Чоловіки | 59      | 18                 | 35               | 6                    |
| Жінки    | 63      | 16                 | 37               | 10                   |
| Разом    | 122     | 34                 | 72               | 16                   |